# Strela (satélite)
Strela, em russo Стрела, que significa seta, é um conjunto de satélites de comunicação militar Ucraniano, anteriormente Soviético, operando em órbita terrestre baixa.

## Histórico
Os primeiros três satéliets desse tipo, lançados em 18 de Agosto de 1964, foram os seguintes:
- Kosmos 38 (reentrou em 08/11/1964)
- Kosmos 39 (reentrou em 17/11/1964)
- Kosmos 40 (reentrou em 17/11/1964)

## Lançadores
Vários veículos lançadores foram usados para colocar os satélites Strela em órbita:
- Kosmos-2I
- Kosmos-3
- Kosmos-3M
- Tsyklon-3
- Rokot

## Linha do tempo
Cinco diferentes séries de satélites Strela foram lançadas.

### Strela-1
Período de 1964 a 1965.

### Strela-1M
Período de 1970 a 1992.

### Strela-2
Período de 1965 a 1968.

### Strela-2M
Período de 1970 a 1994.

### Strela-3
Período de 1985 a 2010.

## Outros Usos
Satélites Strela são usados também para o programa civil Gonets.

## Versão atual
A versão atual do Strela, é a Strela-3M, também conhecida como Rodnik.

## Acidentes e incidentes
- As 16:55 GMT de 10 de Fevereiro de 2009, o Kosmos 2251, um Strela-2M fora de serviço, colidiu com um satélite operacional, o Iridium 33.[9]